# Grandicrepidula grandis
Grandicrepidula grandis is een slakkensoort uit de familie van de Calyptraeidae. De wetenschappelijke naam van de soort is voor het eerst geldig gepubliceerd in 1849 door Middendorff.